# Andreas Svanebo
Andreas Svanebo (* 8. Mai 1983 in Sundsvall) ist ein schwedischer Triathlet, Skilangläufer und Bergläufer. Im Wintertriathlon war er Weltmeister (2010) sowie viermal Europameister (2007, 2008, 2010 und 2012).

## Werdegang
Im Jahr 2004 startete Svanebo insgesamt dreimal im Skilanglauf-Weltcup, wobei er bei seinem Debüt im Februar in Stockholm im Sprint auf Platz 63 kam und im November in Gällivare Rang 84 über 15 km klassisch sowie als Schlussläufer mit der zweiten Staffel der nationalen Gruppe den 18. und letzten Platz belegte. Im Scandinavian Cup erreichte er sein bestes Resultat im Februar 2008 mit Platz 22 über 30 km Freistil in seinem Geburtsort Sundsvall.
Svanebo gewann 2007 in Triesenberg-Steg, 2008 in Gaishorn am See, 2010 in Lygna und 2012 in Valsesia jeweils den Europameistertitel im Wintertriathlon und wurde im Februar 2010 in Eidsvoll auch Weltmeister in dieser Disziplin.

Darüber hinaus gewann er bei Weltmeisterschaften zwei weitere Bronzemedaillen sowie zwei Silbermedaillen bei Europameisterschaften. Zudem konnte er jeweils zwei Welt- und Europacup-Rennen für sich entscheiden.
Im Berglauf wurde er im August 2014 nach 3:33:43 Stunden Zweiter beim AXA Fjällmaraton in Schweden (1.800 Höhenmeter auf 43 Laufkilometern).

## Sportliche Erfolge

### Ergebnisse bei Wintertriathtlon-Welt- und Europameisterschaften
| Datum/Jahr    | Rang | Wettbewerb                                  | Austragungsort   | Zeit/h   | Bemerkung                                                                                   |
| ------------- | ---- | ------------------------------------------- | ---------------- | -------- | ------------------------------------------------------------------------------------------- |
| 24. März 2012 | 3    | ITU Winter Triathlon World Championships    | Jämijärvi        | 01:20:21 | Wintertriathlon-Weltmeisterschaft (7,5 km Laufen, 12,5 km Mountainbike, 9,9 km Skilanglauf) |
| 3. März 2012  | 1    | ETU Winter Triathlon European Championships | Valsesia         | 01:20:47 | Europameister Wintertriathlon                                                               |
| 26. März 2011 | 3    | ITU Winter Triathlon World Championships    | Jämijärvi        | 01:10:50 |                                                                                             |
| 19. März 2011 | 2    | ETU Winter Triathlon European Championships | Östersund        | 01:10:31 | Vize-Europameister Wintertriathlon                                                          |
| 13. Feb. 2010 | 1    | ITU Winter Triathlon World Championships    | Eidsvoll         | 01:09:40 | Weltmeister Wintertriathlon                                                                 |
| 6. Feb. 2010  | 1    | ETU Winter Triathlon European Championships | Lygna            | 01:08:29 | Europameister Wintertriathlon                                                               |
| 6. Feb. 2009  | 2    | ETU Winter Triathlon European Championships | Látky-Mláky      | 01:16:54 | Vize-Europameister Wintertriathlon                                                          |
| 22. Feb. 2008 | 3    | ITU Winter Triathlon World Championships    | Freudenstadt     | 01:39:39 |                                                                                             |
| 1. Feb. 2008  | 1    | ETU Winter Triathlon European Championships | Gaishorn am See  | 01:19:59 | Europameister Wintertriathlon                                                               |
| 3. März 2007  | 13   | ITU Winter Triathlon World Championships    | Flassin          | 01:43:41 |                                                                                             |
| 9. Feb. 2007  | 1    | ETU Winter Triathlon European Championships | Triesenberg-Leng | 01:17:15 | Europameister Wintertriathlon                                                               |

### Siege im Wintertriathlon-Weltcup
| Nr. | Datum           | Ort         | Klasse |
| --- | --------------- | ----------- | ------ |
| 1.  | 14. März 2010   | Mals        | Elite  |
| 2.  | 5. Februar 2011 | Látky-Mláky | Elite  |

### Siege im Wintertriathlon-Europacup
| Nr. | Datum           | Ort             | Klasse |
| --- | --------------- | --------------- | ------ |
| 1.  | 26. Januar 2008 | Petzen-Bleiburg | Elite  |
| 2.  | 9. Januar 2011  | Lygna           | Elite  |

## Persönliches
Svanebo ist ein Cousin des Skilangläufers Anders Svanebo.